# Englische Cricket-Nationalmannschaft in Bangladesch in der Saison 2022/23
Die Tour der englischen Cricket-Nationalmannschaft nach Bangladesch in der Saison 2022/23 fand vom 1. bis zum 14. März 2023 statt. Die internationale Cricket-Tour war Bestandteil der Internationalen Cricket-Saison 2022/23 und umfasste drei ODIs und drei Twenty20s. Die ODIs waren Bestandteil der ICC Cricket World Cup Super League 2020–2023. England gewann die ODI-Serie 2–1 und Bangladesch die Twenty20-Serie 3-0.

## Vorgeschichte
Bangladesch spielte zuvor eine Tour gegen Indien, England in Neuseeland. Das letzte Aufeinandertreffen der beiden Mannschaften bei einer Tour fand in der Saison 2016/17 in Bangladesch statt. Ursprünglich sollte die Tour im Oktober 2021 ausgetragen werden, wurden jedoch auf Grund der COVID-19-Pandemie und dem damit verbundenen Schwierigkeiten der Terminorganisation verschoben.

## Stadion
Das folgende Stadion wurde für die Tour als Austragungsort vorgesehen.
| Stadion                                | Stadt      | Kapazität | Spiele                   |
| -------------------------------------- | ---------- | --------- | ------------------------ |
| Zohur Ahmed Chowdhury Stadium          | Chittagong | 22.000    | 3. ODI; 1. T20           |
| Sher-e-Bangla National Cricket Stadium | Dhaka      | 26.000    | 1. & 2. ODI; 2. & 3. T20 |

## Kaderlisten
England benannte seine Kader am 2. Februar 2023.
Bangladesch benannte seinen ODI-Kader am 16. Februar und seinen Twenty20-Kader am 1. März 2023.
| ODI | ODI | Twenty20 | Twenty20 |
| Bangladesch | England | Bangladesch | England |
| --- | --- | --- | --- |
| - Tamim Iqbal (K) - Afif Hossain - Ebadot Hossain - Hasan Mahmud - Litton Das - Mahmudullah - Mehidy Hasan Miraz - Mushfiqur Rahim - Mustafizur Rahman - Najmul Hossain Shanto - Shakib Al Hasan - Shamim Hossain - Taijul Islam - Taskin Ahmed - Towhid Hridoy | - Jos Buttler (K, wk) - Tom Abell - Rehan Ahmed - Moeen Ali - Jofra Archer - Sam Curran - Will Jacks - Saqib Mahmood - Dawid Malan - Adil Rashid - Jason Roy - Phil Salt - Reece Topley - James Vince - Chris Woakes - Mark Wood | - Shakib Al Hasan (K) - Afif Hossain - Hasan Mahmud - Litton Das - Mehidy Hasan Miraz - Mustafizur Rahman - Najmul Hossain Shanto - Nasum Ahmed - Nurul Hasan - Rejaur Rahman Raja - Rony Talukdar - Shamim Hossain - Tanvir Islam - Taskin Ahmed - Towhid Hridoy | - Jos Buttler (K, wk) - Tom Abell - Rehan Ahmed - Moeen Ali - Jofra Archer - Sam Curran - Ben Duckett - Will Jacks - Chris Jordan - Dawid Malan - Adil Rashid - Phil Salt - Reece Topley - Chris Woakes - Mark Wood |

## One-Day Internationals

### Erstes ODI in Dhaka
| 1. März Scorecard | Dhaka | Bangladesch 209 (47.2)        | – | England 212-7 (48.4) |
|                   |       | England gewinnt mit 3 Wickets |   |                      |

Bangladesch gewann den Münzwurf und entschied sich als Schlagmannschaft zu beginnen. Für sie bildeten Eröffnungs-Batter Tamim Iqbal zusammen mit dem dritten Schlagmann Najmul Hossain Shanto eine Partnerschaft. Iqbal schied nach 23 Runs aus und nachdem Mushfiqur Rahim 16 Runs erreichte fand Shanto Mahmudullah als Partner. Shanto schied nach einem Fifty über 58 Runs aus und Mahmudullah kurz darauf nach 31 Runs. Daraufhin konnten Taskin Ahmed und Taijul Islam eine weitere Partnerschaft bilden. Ahmed verlor nach 14 Runs sein Wicket und Islam verlor das letzte Wicket des Innings nach 10 Runs um eine Vorgabe von 210 Runs zu stellen. Insgesamt vier englische Bowler erreichten zwei Wickets: Mark Wood (für 34 Runs), Moeen Ali (für 35 Runs), Jofra Archer (für 37 Runs) und Adil Rashid (für 47 Runs). Für England bildete Eröffnungs-Batter Phil Salt und der dritte Schlagmann Dawid Malan eine Partnerschaft. Salt schied nach 12 Runs aus und an der Seite von Malan erreichte Will Jacks 26 und Moeen Ali 14 Runs. Zusammen mit Adil Rashid konnte Malan dann die Vorgabe im vorletzten Over einholen. Malan erzielte dabei ein Century über 114* Runs aus 145 Bällen und Rashid 17* Runs. Bester bangladeschischer Bowler war Taijul Islam mit 3 Wickets für 54 Runs. Als Spieler des Spiels wurde Dawid Malan ausgezeichnet.

### Zweites ODI in Dhaka
| 3. März Scorecard | Dhaka | England 326-7 (50)           | – | Bangladesch 194 (44.4) |
|                   |       | England gewinnt mit 132 Runs |   |                        |

Bangladesch gewann den Münzwurf und entschied sich als Feldmannschaft zu beginnen. Für England konnte sich Jason Roy etablieren. An seiner Seite erzielte Dawid Malan 11 Runs, bevor er mit Jos Buttler eine Partnerschaft bildete. Roy verlor nach einem Century über 132 Runs aus 124 Bällen sein Wicket und Buttler fand mit Moeen Ali einen neuen Partner. Nachdem Buttler nach einem Fifty über 76 Runs ausgeschieden war, folgte ihm Sam Curran. Ali erreichte bis zu seinem Ausscheiden 42 Runs, während Curran ungeschlagene 33 Runs bis zum Ende des Innings erzielte. Bester bangladeschischer Bower war Taskin Ahmed mit 3 Wickets für 66 Runs. Bangladesch verlor früh drei Wickets, bevor Eröffnungs-Batter Tamim Iqbal mit Shakib Al Hasan eine Partnerschaft bildete. Iqbal schied nach 35 Runs aus und wurde durch Mahmudullah ersetzt. Al Hasan erreichte ein Fifty über 58 Runs, bevor der hineinkommende Afif Hossain nach 23 Runs und kurz darauf Mahmudullah nach 32 Runs ausschied. Von den verbliebenen Battern gelang Taskin Ahmed 21 Runs, was jedoch nicht ausreichte, um die Vorgabe Englands zu gefährden. Beste englische Bowler waren Sam Curran mit 4 Wickets für 29 Runs und Adil Rashid mit 4 Wickets für 45 Runs. Als Spieler des Spiels wurde Jason Roy ausgezeichnet.

### Drittes ODI in Chittagong
| 6. März Scorecard | Chittagong | Bangladesch 246 (48.5)          | – | England 196 (43.1) |
|                   |            | Bangladesch gewinnt mit 50 Runs |   |                    |

Bangladesch gewann den Münzwurf und entschied sich als Schlagmannschaft zu beginnen. Für sie bildete Eröffnungs-Batter Tamin Iqbal zusammen mit Najmul Hossain Shanto eine Partnerschaft. Iqbal schied nach 11 Runs aus und wurde durch Mushfiqur Rahim ersetzt. Nachdem Shanto nach einem Fifty über 53 Runs ausgeschieden war, folgte ihm Shakib Al Hasan. Rahim erzielte 70 Runs und an der Seite von Al Hasan erreichte Afif Hossain 15 Runs. Al Hasan verlor dann sein Wicket nach 75 Runs und erhöhte so die Vorgabe auf 247 Runs. Bester englischer Bowler war Jofra Archer mit 3 Wickets für 35 Runs. Für England bildeten die Eröffnungs-Batter Jason Roy und Phil Salt eine Partnerschaft. Salt schied nach 35 Runs aus und Roy kurz darauf nach 19 Runs. Ihnen folgte eine Partnerschaft zwischen James Vince und Sam Curran. Curran erreichte dabei 23 Runs und wurde durch Jos Buttler ersetzt. Nachdem Vince nach 38 Runs sein Wicket verloren hatte, kam Chris Woakes in Spiel. Buttler schied dann nach 26 Runs aus, bevor Woakes das letzte Wicket des Innings nach 34 Runs verlor, womit er jedoch die Vorgabe nicht gefährden konnte. Bester bangladeschischer Bowler war Shakib Al Hasan mit 4 Wickets für 35 Runs, der auch als Spieler des Spiels ausgezeichnet wurde.

## Twenty20 Internationals

### Erstes Twenty20 in Chittagong
| 9. März Scorecard | Chittagong | England 156-6 (20)                | – | Bangladesch 158-4 (18) |
|                   |            | Bangladesch gewinnt mit 6 Wickets |   |                        |

Bangladesch gewann den Münzwurf und entschied sich als Feldmannschaft zu beginnen. Für England bildeten die Eröffnungs-Batter Phil Salt und Jos Buttler eine Partnerschaft. Salt schied nach 38 Runs aus und an der Seite von Buttler folgte Ben Duckett. Nachdem Durcket nach 20 Runs ausgeschieden war, verlor Buttler einen Ball später sein Wicket nach einem Fifty über 67 Runs. Von den verbliebenen Battern konnte sich kein Spieler mehr etablieren. Bester bangladeschischer Bowler war Hasan Mahmud mit 2 Wickets für 26 Runs. Für Bangladesch eröffneten Litton Das und Rony Talukdar. Nachdem Talukdar 21 Runs erreichte und Das nach 12 Runs ausschied bildeten Najmul Hossain Shanto und Towhid Hridoy eine Partnerschaft. Hridoy verlor sein Wicket nach 21 Runs und Shanto nach einem Half-Century über 51 Runs. Daraufhin konnten Shakib Al Hasan und Afif Hossain die Vorgabe im vorletzten Over einholen. Al Hasan erzielte dabei 34 und Hossain 15 Runs. Die englischen Wickets erzielten Mark Wood, Adil Rashid, Jofra Archer und Moeen Ali. Als Spieler des Spiels wurde Najmul Hossain Shanto ausgezeichnet.

### Zweites Twenty20 in Dhaka
| 12. März Scorecard | Dhaka | England 117 (20)                  | – | Bangladesch 120-6 (18.5) |
|                    |       | Bangladesch gewinnt mit 4 Wickets |   |                          |

Bangladesch gewann den Münzwurf und entschied sich als Feldmannschaft zu beginnen. Für England formten Eröffnungs-Batter Phil Salt und der dritte Schlagmann Moeen Ali eine Partnerschaft. Salt schied nach 25 Runs aus und Ali nach 15 Runs aus. Daraufhin bildeten Ben Durckett und Sam Curran eine Partnerschaft. Curran verlor nach 12 Runs sein Wicket und Duckett fand mit Rehan Ahmed einen neuen Partner. Duckett schied dann nach 28 Runs aus und Ahmed kurz darauf nach 11 Runs. Die verbliebenen batter setzten die Vorgabe dann auf 118 Runs. Bester bangladeschischer Bowler war Mehidy Hasan Miraz mit 4 Wickets für 12 Runs. Für Bangladesch konnte sich der dritte Schlagmann Najmul Hossain Shanto etablieren und an seiner Seite Towhid Hridoy 17 und Mehidy Hasan 20 Runs erzielen, bevor er nach ungeschlagenen 46* Runs die Vorgabe im vorletzten over einholte. Bester englischer Bowler war Jofra Archer mit 3 Wickets für 13 Runs. Als Spieler des Spiels wurde Mehidy Hasan ausgezeichnet.

### Drittes Twenty20 in Dhaka
| 14. März Scorecard | Dhaka | Bangladesch 158-2 (20)          | – | England 142-6 (20) |
|                    |       | Bangladesch gewinnt mit 16 Runs |   |                    |

England gewann den Münzwurf und entschied sich als Feldmannschaft zu beginnen. Für Bangladesch bildeten die Eröffnungs-Batter Litton Das und Ronny Talukdar eine Partnerschaft. Talukdar schied nach 24 Runs aus und wurde gefolgt durch Najmul Hossain Shanto. Das verlor sein Wicket nach einem Fifty über 73 Runs und Shanto konnte das Innings ungeschlagen nach 47* Runs beenden. Die englischen Wickets erzielten Chris Jordan und Adil Rashid. Für England bildete Eröffnungs-Batter Dawid Malan zusammen mit dem dritten Schlagmann Jos Buttler eine Partnerschaft. Malan schied nach einem Fifty über 53 Runs und Buttler einen ball später nach 40 Runs aus. Daraufhin kam Ben Duckett ins Spiel, der 11 Runs erreichte. Von den verbliebenen Battern erreichte Chris Woakes 13* Runs, was jedoch nicht ausreichte die bangladeschische Vorgabe zu gefährden. Bester bangladeschischer Bowler war Taskin Ahmed mit 2 Wickets für 26 Runs. Als Spieler des Spiels wurde Litton Das ausgezeichnet.

## Auszeichnungen

### Player of the Series
Als Player of the Series wurden der folgende Spieler ausgezeichnet.
| Serie    | Player of the Series  |
| -------- | --------------------- |
| ODI      | Adil Rashid           |
| Twenty20 | Najmul Hossain Shanto |

### Player of the Match
Als Player of the Match wurden die folgenden Spieler ausgezeichnet.
| Spiel       | Player of the Match   |
| ----------- | --------------------- |
| 1. ODI      | Dawid Malan           |
| 2. ODI      | Jason Roy             |
| 3. ODI      | Shakib Al Hasan       |
| 1. Twenty20 | Najmul Hossain Shanto |
| 2. Twenty20 | Mehidy Hasan          |
| 3. Twenty20 | Litton Das            |